# Joo Jin-mo
Joo Jin-mo (hangul: 주진모; rr: Joo Jin-mo; nascido como Park Jin-tae em 11 de agosto de 1974), é um ator sul-coreano. Ele iniciou sua carreira artística em 1999 e é mais conhecido por seus papeis nos filmes Happy End (1999), 200 Pounds Beauty (2006) e A Frozen Flower (2008), bem como pelo drama televisivo Empress Ki (2013). 

## Filmografia

### Filmes
| Ano  | Título                   | Papel           |
| ---- | ------------------------ | --------------- |
| 1999 | Dance Dance              | Jun-young       |
| 1999 | Happy End                | Kim Il-beom     |
| 2000 | Real Fiction             | Kim Han-sik     |
| 2001 | Musa: The Warrior        | Choi Jung       |
| 2001 | Wanee & Junah            | Jun-ha          |
| 2004 | Liar                     | Jeong Man-cheol |
| 2006 | Puzzle                   | Ryu             |
| 2006 | 200 Pounds Beauty        | Han Sang-jun    |
| 2007 | A Love                   | Chae In-ho      |
| 2008 | A Frozen Flower          | Rei             |
| 2010 | A Better Tomorrow        | Kim Hyuk        |
| 2012 | Gabi                     | Ilyich          |
| 2013 | Friend: The Great Legacy | Lee Chul-joo    |

### Televisão
| Ano  | Título                | Papel                     | Emissora | Notas                            |
| ---- | --------------------- | ------------------------- | -------- | -------------------------------- |
| 1999 | Sad Temptation        | Shin Joon-young           | KBS2     |                                  |
| 2000 | Look Back in Anger    | Lee Dong-hoon             | KBS2     |                                  |
| 2003 | Punch                 | Lee Han-sae               | SBS      |                                  |
| 2005 | Fashion 70's          | Kim Dong-young            | SBS      |                                  |
| 2006 | Queen of the Game     | Lee Shin-jeon / Chase     | SBS      |                                  |
| 2006 | Bichunmoo             | Liu Zhen He (Yoo Jin-ha)  | GDTV     | também exibido pela SBS em 2008. |
| 2009 | Dream                 | Nam Je-il                 | SBS      |                                  |
| 2013 | Flowers in Fog        | Qi Yuan                   | Hunan TV | drama chinês                     |
| 2013 | Empress Ki            | Wang Yoo                  | MBC      |                                  |
| 2015 | This is My Love       | Ji Eun-ho / Park Hyun-soo | JTBC     |                                  |
| 2016 | Woman with a Suitcase | Ham Bok-geo               | MBC      |                                  |
| 2017 | Bad Guys 2            | Heo Il-hoo                | OCN      |                                  |
| 2019 | Big Issue             | Han Seok-joo              | SBS      |                                  |

## Teatro
| Ano  | Título             | Papel        |
| ---- | ------------------ | ------------ |
| 1997 | Taxi Driver        |              |
| 2015 | Gone with the Wind | Rhett Butler |

## Discografia
| Detalhes do lançamento                                                                          | Lista de faixas                                                                                   |
| ----------------------------------------------------------------------------------------------- | ------------------------------------------------------------------------------------------------- |
| Like Rain, Like Music - Formato: Single - Lançamento: 9 de setembro de 2011 - Gravadora: CJ E&M | 1. "비처럼 음악처럼 (Like Rain, Like Music)" 2. "비처럼 음악처럼 (Like Rain, Like Music) (Inst.)" |